# کورلیه
کورلیه (به فرانسوی: Corlier) یک کمون در فرانسه است که در Canton of Hauteville-Lompnes واقع شده‌است.

## خصوصیات
کورلیه ۵٫۴۵ کیلومترمربع مساحت و ۱۲۱ نفر جمعیت دارد و ۸۰۰ متر بالاتر از سطح دریا واقع شده‌است.